# 二鯤シン砲台

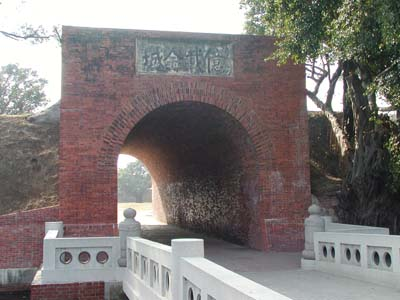
億載金城

二鯤鯓砲台（にこんしんほうだい）は、台湾台南市安平区に位置する砲台。1876年に竣工した。城門に掲げられた扁額より億載金城とも俗称される。

## 概要
1874年、当時清朝が統治していた台湾に漂着した宮古島島民54人が殺害される宮古島島民遭難事件が起こった。この問題に対処するため、日本政府は犯罪捜査などを名目に台湾出兵を行った。この一連の出来事を牡丹社事件というが、清朝政府は今後このような侵略行為を防ぐため、フランスの技術を導入して築造したのが二鯤身砲台である。
二鯤鯓砲臺は、1874年に台南に赴任した清朝の福建巡撫 沈葆楨（しん ほてい）が、フランスの技術者を招聘して設計させ築造した台湾で初めての洋式砲台である。高さ約2mの稜堡と、それを取り囲む堀で形作られた四角形の星型要塞には、イギリス製の前装式10インチ（口径）・18トン・アームストロング砲5門、前装式40ポンド砲4門、後装式20ポンド砲4門など大小の大砲が配備されていた。18トン砲のうち3門はレプリカで復元されて全て西の海上に向けて、残り2門は西北・西南を向いて据え付けられている。要塞には272名の洋式の軍部隊（洋槍隊）が駐留し、中央部の広場は練兵場（操演場）として使われていたようだ。要塞の入口には赤レンガ材を用いた矩形の城門が、また堀を渡る木造の跳ね橋も造られた。この砲台を築造するときに使われたレンガ材や洋式赤レンガ材は、約1.5km北にある安平古堡（ゼーランディア城）の建材が再利用された。四角形をした二鯤鯓砲臺の四つ角にはそれぞれ1箇所の陵堡があり、その陵堡の間を繋ぐ城壁は約45度の傾斜した土壁で作られている。城壁は高さ約5m、幅約6mであり頂上部分は西洋式銃隊の防御陣地として使われていた。城壁の周囲は護城堀がめぐらされており、出入り口の跳ね橋付近の堀の幅は約22m、四つ角の陵堡の周囲は少し狭く幅13.3mである。堀には海水が引き込まれており、平均深さ2.3mであるが、満潮時は深さ3mに達する。
その後、日本統治時代にはこの洋式砲台は軍事的に意味を持たなくなり、大砲は撤去売却され城門は埋め戻されるなど荒れ果てた状態となっていた。総督府発行の2万5千分の1地図では「旧砲台」と呼ばれ遺跡化していたようである。1975年、二鯤鯓砲臺築造100週年にさいして、土木構造物を修復し、レプリカの砲（20ポンド砲1門以外は全てレプリカ）を据え付けるなど公園として再整備された。現在、中華民国文化部の国定古跡に指定されている。

## アクセス
- 台南駅より市バス（大台南公車）14路（1時間に1本程度）、19路（1時間に1〜2本程度）に乗車し億載金城バス停で下車。所要時間約30分

## 近隣の文化施設
- 徳陽艦 - 二鯤鯓砲臺の西隣に、2005年に退役した台湾海軍の駆逐艦 DDG925 が展示されている
- 安平古堡（ゼーランディア城） - 約1.5km北にある、オランダ統治時代に築造された台湾で最も古い城堡
- 安平小砲台